# فا ساموا
فا ساموا، أو الطريقة الساموانية، وهي طريقة الحياة التقليدية /العرفية في الثقافة الساموانية.

## المفهوم
تتألف فا ساموا من اللغة الساموانية وعادات العلاقات والثقافة التي تشكل نمط الحياة البولينيزي التقليدي والمستمر في ساموا وفي الشتات الساموي، كما أنها تتبنى نظامًا شاملاً للسلوك والمسؤوليات التي تحدد علاقات جميع مواطني ساموا ببعضهم البعض ومع الأشخاص الذين يشغلون مناصب في السلطة. وهذه هي الطريقة التي يُربى عليها السامويون ويعيشون، ويوفرون الدعم والتوجيه للأفراد داخل الأسرة والهياكل السياسية. فإن مركز الثقافة في تنظيم مجتمع ساموا هو النظام التقليدي للتنظيم الاجتماعي.
أيضًا يتحمل المضيفون مسؤولية تصرفات ضيوفهم، وقد يتحملون غرامة من سلطات القرية بسبب مخالفة العادات والتقاليد المحلية.
كما تتضمن طريقة فا ساموا الطريقة التي يقف بها المرء ويمشي ويتحدث، مثال على ذلك، أنهم يستخدمون كلمة "tulou" عند المشي أمام شخص جالس، وبالمثل فإنهم يعتبرون تناول الطعام أو الشراب أثناء المشي في القرية أمر غير محترم للغاية. كمثال اخر على هذه التقاليد، تفرض معظم قرى ساموا فترة الصلاة في وقت مبكر من المساء، عن طريق  قرع الجرس أو النفخ في قوقعة المحار، فخلال هذه الفترة التي تكون بمثابة حظر التجول فأنه يُمنع الشخص من أن يتوقف في القرية إذا كان يمر من طريقًا ما، ويكون مسموحًا للحراس فقط الوقوف في الطريق للتأكد من عدم دخول المسافرين. بالإضافة إلى العلاقات الأسرية والتي تمتد لتشمل كامل الأسرة الممتدة وكذلك رئيس كل عائلة. فيُظهر الساموانيون الاحترام للأشخاص الذين يشغلون مناصب سلطة، ويراعون بإجلال العادات طويلة الأمد والتي تتمتع بقوة أكبر من مجرد آداب السلوك.

## التاريخ
عندما وصل المبشرون من أوروبا في عام 1830م، وجدوا طرقًا لربط المعتقدات الثقافية الساموية بالديانة المسيحية، حيث ساعد هذا الربط على انتشار المسيحية في القرن التاسع عشر في ساموا. ومثال على هذه المعتقدات المشتركة المزعومة هو احترام كبار السن. ففي فا ساموا، يحترم الشباب الأجيال الأكبر سناً، وخاصة والديهم وأجدادهم.